# Joaquín Larraín Gana
Joaquín Larraín Gana (San Vicente de Tagua Tagua, 11 de noviembre de 1926-Santiago de Chile, 30 de noviembre de 2020) fue un militar chileno, que alcanzó el grado de coronel del Ejército de Chile. Fue agente en la Dirección de Inteligencia del Ejército (DINE), y director del Instituto de Salud Pública de Chile (ISP) entre 1979 y 1990, designado por Junta Militar de Gobierno.  
Procesado en 2014 y condenado en primeras instancias en 2017 por la Corte de Apelaciones de Santiago, con penas de 15 años y un día de presidio, en calidad de autor de los siete delitos, en carácter de crímenes de lesa humanidad con armas químicas durante la dictadura militar de Augusto Pinochet. Su condena fue ratificada en 2024 por la Corte Suprema de Chile.

## Biografía
Hijo de Joaquín Larraín Prieto y de Sofía Gana Serrano. De su primer matrimonio, tiene cuatro hijos; María de la Luz Larraín Coddou, Joaquín Larraín Coddou, María Cecilia Larraín Coddou y María Dolores Larraín Coddou. Su segunda cónyuge fue Yolanda Valdés Sotomayor. 
Sus nietas son las actrices María José Prieto y Ángela Prieto, hijas de María Cecilia.

## Crímenes de lesa humanidad con armas químicas

### Detención y arresto
El 24 de enero de 2014, el ministro en visita de la Corte de Apelaciones de Santiago Alejandro Madrid Crohare, ordenó el arresto de Joaquín Larraín Gana, y de otros tres coroneles (r) del Ejército de Chile (Eduardo Arriagada Rehren, Sergio Rosende Ollarzú y Jaime Fuenzalida Bravo) y un oficial de Gendarmería de Chile (Ronald Bennett Ramírez) por el homicidio calificado y el homicidio frustrado, producido con armas químicas en contra de presos políticos en 1981 durante la dictadura militar de Augusto Pinochet. Los arrestados obtuvieron prisión preventiva en el Batallón de Policía Militar N° 1 del Ejército.

### Condena
El 21 de febrero de 2017, el ministro en visita de la Corte de Apelaciones de Santiago Alejandro Madrid, en primera instancia dictó una condena de 10 años de presidio, en calidad de cómplice, contra el coronel (r) del Ejército Joaquín Larraín Gana, junto a otros tres coroneles (r) del Ejército, y un oficial de Gendarmería de Chile por la responsabilidad de dos homicidios y cinco homicidios frustrados de presos políticos en la exCárcel Pública de Santiago, quienes fueron envenenados con armas químicas (toxina botulínica), en diciembre de 1981.El dictamen indicó que la sustancia química que produjo el envenenamiento de los internos, fue obtenida por el Instituto Bacteriológico, solicitado por el director (Larraín Gana) al laboratorio correspondiente en Brasil, siendo luego enviado vía valija diplomática a Chile, recepcionado en el Ministerio de Relaciones Exteriores (Cancillería) y, posteriormente, recibido en un laboratorio secreto del Ejército ubicado en calle Carmen N°339, el cual dependía de la Dirección de Inteligencia del Ejército (DINE).
En 2021, la Corte de Apelaciones de Santiago ratificó la condena de Joaquín Larraín Gana, a 15 años de presidio, en calidad de autor. El 31 de diciembre de 2023, la Corte Suprema de Chile, falló de manera unánime y sin error, condena para los excoroneles de Ejército y un oficial de Gendarmería por homicidio y homicidio frustrado de presos políticos en 1981.

## Armas químicas
El químico farmacéutico Marcos Poduje Frugone, quien trabajaba en el departamento de liofilización del Instituto de Salud Pública de Chile (ISP) le reveló a la Policía de Investigaciones de Chile (PDI), que los coroneles Joaquín Larraín Gana, director entonces del Instituto Bacteriológico (actual Instituto de Salud Pública) y Jaime Fuenzalida Bravo, director y jefe de seguridad, colaboraron con la Dirección de Inteligencia Nacional (DINA)  y la Central Nacional de Informaciones (CNI) para fabricar armas químicas en el complejo que el Ejército de Chile tenía en Talagante.
Joaquín Larraín Gana confesó a la PDI que entregó la toxina clostridium botulinum a pedido del coronel de Ejército Eduardo Arriagada Rehren. Agregó que como las cepas no existían en el ISP, la solicitó a uno de los tres institutos que se encontraban en la ciudad de Sao Paulo, al parecer, uno de nombre Instituto Butantan (…) Dichas cepas no es posible encargarlas de forma particular, es necesario hacerlo por medio de un organismo como el Instituto Bacteriológico", detalló Larraín Gana. Poduje explicó que se refaccionó un viejo liofilizador por orden de Larraín Gana. "Lo arreglaron y después lo llevaron a la Vicaría de Carabineros de Chile, y dejaron el aparato detrás del altar".

## Residuos tóxicos
Joaquín Larraín Gana en su cargo de director del Instituto de Salud Pública de Chile (ISP), autorizó en 1983 a la Fundición de Roonskär (Boliden) a ingresar veinte mil toneladas de residuos tóxicos a la ciudad de Arica. En 2009 el Ministro de Salud Álvaro Erazo, anunció sumario para establecer responsables por contaminación de plomo y arsénico, en las poblaciones de Cerro Chuño y Los Industriales, en la Región de Arica y Parinacota. En 2021 el abogado sueco defensor del medio ambiente, Johan Öberg, quien terminó representando a 796 demandantes chilenos, apoyado por la Organización de las Naciones Unidas (ONU), responsabilizó a Joaquín Larraín Gana, de la salud de las doce mil personas que se han visto afectadas por los residuos.

## Muerte
Joaquín Larraín Gana murió el 30 de noviembre de 2020, en medio del proceso de tramitación de su condena criminal de 15 años de presidio en calidad autor de homicidios y uso de armas químicas en dictadura militar de Augusto Pinochet. Su nieta, la actriz María José Prieto publicó su deceso en su cuenta de Instagram.

## Vida deportiva
Compitió en la modalidad de salto ecuestre. Ganó dos medallas en los Juegos Panamericanos, oro en 1951 y bronce en 1959.

## Palmarés internacional
| Juegos Panamericanos | Juegos Panamericanos     | Juegos Panamericanos | Juegos Panamericanos |
| Año                  | Lugar                    | Medalla              | Categoría            |
| -------------------- | ------------------------ | -------------------- | -------------------- |
| 1951                 | Buenos Aires (Argentina) | Medalla de oro       | Por equipos          |
| 1959                 | Chicago (Estados Unidos) | Medalla de bronce    | Por equipos          |